# Рулонная технология
Руло́нная техноло́гия или roll-to-roll processing —  процесс изготовления электронных приборов на рулонах гибкого пластика или металлической фольги.
Большие интегральные схемы, содержащие тонкопленочные транзисторы и другие устройства, можно сравнительно легко изготовить с помощью шаблонов на подложках из таких рулонов, размерами до нескольких метров в ширину и до 50 км в длину. Некоторые изделия можно изготовить непосредственно по шаблону, аналогично тому, как в струйном принтере наносятся чернила. Однако, изделия из большинства полупроводников можно изготовить по шаблону только с использованием методов фотолитографии.
Рулонная технология находится пока ещё в стадии разработки. Если полупроводниковые приборы можно будет изготавливать по такой технологии на подложках большого размера, то стоимость производства многих устройств снизится в десятки раз по сравнению с производством традиционными методами. Наиболее заметно это скажется на производстве солнечных батарей, которые пока что слишком дороги для большинства применений в связи с высокой стоимостью на единицу площади крупногабаритных изделий при традиционных способах производства моно- или поликристаллического кремния. Могут возникнуть и новые применения, основанные на использовании гибкого характера подложек, например, встроенная в одежду электроника, гибкие дисплеи большого размера и портативные рулонные дисплеи.

## Тонкоплёночные элементы

### Кремний
Одной из важнейших проблем рулонной технологии создания тонкопленочных элементов является скорость осаждения микрокристаллического слоя, которая решается с помощью одного из четырёх подходов:
- очень высокая частота плазмы в процессе усиленного плазмой химического осаждения паров (СВЧ-PECVD)
- ультракоротковолновый процесс (УВЧ-PECVD).
- химическое осаждение паров с горячей нитью (CVD с горячей нитью).
- использование ультразвуковых форсунок в производственном процессе.